# داگلاس سیما
داگلاس سیما (انگلیسی: Douglas Csima؛ زادهٔ ۲۸ نوامبر ۱۹۸۵) ورزشکار روئینگ اهل کانادا است.
وی در مسابقات کشوری و بین‌المللی در مجموع برندهٔ ۲ مدال نقره، ۱ مدال برنز شده‌است.